# Тернівська сільська рада (Харківський район)
Тернівська сільська́ ра́да — адміністративно-територіальна одиниця та орган місцевого самоврядування в Харківському районі Харківської області. Адміністративний центр — село Тернова.

## Загальні відомості
Тернівська сільська рада утворена в 1920 році.
- Територія ради: 74,41 км²
- Населення ради: 1 757 осіб (станом на 2001 рік)

## Населені пункти
Сільській раді підпорядковані населені пункти:
- с. Тернова
- с. Перемога

## Склад ради
Рада складається з 16 депутатів та голови.
- Голова ради: Махоніна Ірина Володимирівна
- Секретар ради:

### Керівний склад попередніх скликань
| Прізвище, ім'я, по батькові  | Основні відомості                                                                                     | Дата обрання | Дата звільнення |
| ---------------------------- | --- | ------------ | --------------- |
| Костюк Юрій Миколайович      | Сільський голова, 1957 року народження                                                                | 26.03.2006   | 31.10.2010      |
| Стребков Анатолій Євгенович  | Сільський голова, 1957 року народження, освіта вища, член Партії регіонів                             | 31.10.2010   | 25.10.2015      |
| Махоніна Ірина Володимирівна | Сільський голова, 1978 року народження, освіта вища, член Партії "Блок Петра Порошенка "Солідарність" | 25.10.2015   |                 |

Примітка: таблиця складена за даними сайту Верховної Ради України

### Депутати
За результатами місцевих виборів 2010 року депутатами ради стали:

#### За суб'єктами висування
| Суб'єкт висування    | Кількість обраних депутатів | %    |
| -------------------- | --------------------------- | ---- |
| Партія регіонів      | 12                          | 75   |
| Самовисування        | 3                           | 18,8 |
| Партія «Відродження» | 1                           | 6,3  |

#### За округами
| № округу             | Прізвище, ім'я, по батькові     | Дата визнання обраним | Освіта  | Партійна приналежність                  | Відомості про обраного депутата                          |
| -------------------- | ------------------------------- | --------------------- | ------- | --------------------------------------- | -------------------------------------------------------- |
| Партія «ВІДРОДЖЕННЯ» |                                 |                       |         |                                         |                                                          |
| 8                    | Ващенко Павло Андрійович        | 03.11.2010            | вища    | член Партії «ВІДРОДЖЕННЯ»               | Тернівська загальноосвітня школа І-ІІІ ст., вчитель      |
| Партія регіонів      |                                 |                       |         |                                         |                                                          |
| 1                    | Махоніна Надія Григорівна       | 03.11.2010            | середня | член Партії регіонів                    | Тернівська сільська рада, спеціаліст                     |
| 2                    | Махонін Олександр Олександрович | 03.11.2010            | середня | член Партії регіонів                    | камінщик                                                 |
| 3                    | Деригуз Любов Миколаївна        | 03.11.2010            | середня | член Партії регіонів                    | тимчасово не працює                                      |
| 5                    | Міщенко Людмила Олександрівна   | 03.11.2010            | середня | член Партії регіонів                    | Тернівська сільська рада, спеціаліст                     |
| 6                    | Волков Володимир Анатолійович   | 03.11.2010            | вища    | член Партії регіонів                    | тимчасово не працює                                      |
| 10                   | Шабельник Любов Павлівна        | 03.11.2010            | середня | член Партії регіонів                    | Переможанський фельдшерський пункт, медична сестра       |
| 11                   | Читова Надія Сергіївна          | 03.11.2010            | вища    | член Партії регіонів                    | Дитячий садок с. Перемога, завідував д/с                 |
| 12                   | Саранча Володимир Васильович    | 03.11.2010            | вища    | член Партії регіонів                    | Переможанська загальноосвітня школа І-ІІІ ст., завгосп   |
| 13                   | Шабельник Андрій Михайлович     | 03.11.2010            | вища    | член Партії регіонів                    | тимчасово не працює                                      |
| 14                   | Читова Любов Михайлівна         | 03.11.2010            | середня | член Партії регіонів                    | тимчасово не працює                                      |
| 15                   | Щупко Вікторія Юріївна          | 03.11.2010            | вища    | член Партії регіонів                    | Переможанська загальноосвітня школа І-ІІІ ст., вчитель   |
| 16                   | Левківська Євгенія Миколаївна   | 03.11.2010            | середня | член Партії регіонів                    | приватний підприємець                                    |
| Самовисування        |                                 |                       |         |                                         |                                                          |
| 4                    | Дрокіна Парасковія Миколаївна   | 03.11.2010            | середня | член Партії регіонів                    | Тернівська сільська рада, секретар                       |
| 7                    | Каратаєва Світлана Анатоліївна  | 03.11.2010            | середня | член Політичної партії «Сильна Україна» | ЧП «Кузьминська», продавець                              |
| 9                    | Герасимова Наталія Леонідівна   | 03.11.2010            | вища    | позапартійна                            | КДНЗ (ясла-садок) «Сонечко» с. Тернова, завідувачка КДНЗ |